# 関西学生バスケットボール選手権大会
関西学生バスケットボール選手権大会（かんさいがくせいバスケットボールせんしゅけんたいかい）は、関西学生バスケットボール連盟が主催するバスケットボールの大会である。参加チームは関西学生バスケットボール連盟に加盟する関西地区の2府4県に所在する大学男子バスケットボール部である。

## 概要
第1回大会は1974年（昭和49年）に開催され、現在では年度で最初の大会として毎年4月最終週からGW（ゴールデンウィーク）が開催期間となっている。決勝リーグとして8チーム（ELITE8）からは順位決定戦をおこなう。順位決定戦はゴールデンウィーク期間に大阪市立東淀川体育館で開催される。通称「全関」「全関西」「関西選手権」「関西トーナメント」と呼ばれる。

## 歴史
開催当初の名称は「全関西学生トーナメント」としていたため、通称でよばれる「全関西」「関西トーナメント」はその名残である。1988年(平成10年)に名称を現行の「関西学生バスケットボール選手権大会」に変更した。

### 過去の記録
| 回 | 年度            | 優勝             | 決勝     | 準優勝        | 3位           | 4位           | 5位           | 6位           | 7位           | 8位           |
| -- | --------------- | ---------------- | -------- | ------------- | ------------- | ------------- | ------------- | ------------- | ------------- | ------------- |
| 1  | 昭和49年        | 同志社大学       | 67 - 50  | 大阪商業大学  | 関西学院大学  | 大阪体育大学A | 大阪市立大学  | 神戸大学      | 龍谷大学      | 京都産業大学  |
| 2  | 昭和50年        | 大阪商業大学     | 65 - 53  | 同志社大学    | 関西学院大学  | 大阪体育大学A | 京都教育大学  | 神戸大学      | 京都産業大学  | 龍谷大学      |
| 3  | 昭和51年        | 同志社大学       | 76 - 36  | 大阪体育大学  | 大阪商業大学  | 京都産業大学A | 甲南大学      | 関西大学      | 大阪学院大学  | 近畿大学      |
| 4  | 昭和52年        | 大阪商業大学     | -        | 京都産業大学  | 大阪体育大学  | 同志社大学    | 近畿大学      | 大阪体育大学B | 甲南大学      | 京都産業大学B |
| 5  | 昭和53年        | 大阪商業大学     | -        | 京都産業大学  | 同志社大学    | 大阪体育大学  | 天理大学      | 大阪市立大学  | 関西大学      | 近畿大学      |
| 6  | 昭和54年        | 京都産業大学     | -        | 大阪商業大学  | 同志社大学    | 大阪体育大学  | 関西大学      | 近畿大学      | 摂南大学      | 大阪市立大学  |
| 7  | 昭和55年        | 京都産業大学     | -        | 大阪商業大学  | 同志社大学    | 大阪体育大学  | 大阪経済大学  | 摂南大学      | 近畿大学      | 神戸大学      |
| 8  | 昭和56年        | 京都産業大学A    | 75 - 73  | 同志社大学    | 大阪商業大学A | 大阪体育大学A | 近畿大学      | 摂南大学      | 立命館大学    | 神戸商船大学  |
| 9  | 昭和57年        | 京都産業大学A    | 80 - 71  | 同志社大学    | 大阪商業大学A | 大阪体育大学A | 近畿大学A     | 大阪体育大学B | 立命館大学    | 近畿大学B     |
| 10 | 昭和58年        | 京都産業大学     | -        | 大阪商業大学  | 同志社大学    | 大阪体育大学  | 大阪市立大学  | 近畿大学      | 関西大学      | 摂南大学      |
| 11 | 昭和59年        | 京都産業大学A    | -        | 大阪商業大学A | 同志社大学    | 天理大学      | 関西大学      | 大阪体育大学A | 近畿大学      | 摂南大学      |
| 12 | 昭和60年        | 同志社大学       | 49 - 34  | 天理大学      | 京都産業大学A | 近畿大学      | 大阪商業大学A | 大阪体育大学A | 京都産業大学B | 京都大学      |
| 13 | 昭和61年        | 同志社大学       | 65 - 46  | 京都産業大学A | 大阪商業大学A | 天理大学      | 大阪体育大学A | 京都産業大学B | 京都大学      | 近畿大学      |
| 14 | 昭和62年        | 京都産業大学     | -        | 天理大学      | 同志社大学    | 大阪商業大学  | 大阪体育大学  | 近畿大学      | 京都大学      | 大阪府立大学  |
| 15 | 昭和63年        | 京都産業大学     | -        | 近畿大学      | 大阪体育大学A | 立命館大学    | 同志社大学    | 大阪商業大学  | 天理大学      | 神戸学院大学  |
| 16 | 平成元年        | 京都産業大学     | -        | 近畿大学      | 立命館大学    | 大阪商業大学  | 大阪体育大学A | 天理大学      | 同志社大学    | 大阪産業大学  |
| 17 | 平成2年         | 京都産業大学     | -        | 近畿大学      | 大阪商業大学  | 立命館大学    | 天理大学      | 同志社大学    | 大阪体育大学A | 大阪産業大学  |
| 18 | 平成3年         | 近畿大学         | -        | 京都産業大学  | 大阪商業大学  | 天理大学      | 大阪体育大学A | 大阪産業大学  | 同志社大学    | 立命館大学    |
| 19 | 平成4年         | 京都産業大学     | -        | 近畿大学A     | 大阪体育大学  | 近畿大学B     | 同志社大学    | 立命館大学    | 関西大学      | 神戸学院大学  |
| 20 | 平成5年         | 京都産業大学     | -        | 近畿大学A     | 同志社大学    | 大阪体育大学A | 立命館大学    | 近畿大学B     | 関西学院大学  | 関西大学      |
| 21 | 平成6年         | 京都産業大学     | -        | 近畿大学      | 立命館大学    | 同志社大学    | 龍谷大学      | 関西大学      | 大阪体育大学  | 関西学院大学  |
| 22 | 平成7年         | 京都産業大学     | -        | 近畿大学      | 流通科学大学  | 天理大学      | 大阪産業大学  | 大阪経済大学  | 同志社大学    | 立命館大学    |
| 23 | 平成8年         | 京都産業大学     | 71 - 67  | 同志社大学    | 流通科学大学  | 天理大学      | 立命館大学    | 近畿大学      | 大阪経済大学  | 大阪産業大学  |
| 24 | 平成9年         | 京都産業大学     | 86 - 69  | 同志社大学    | 流通科学大学  | 天理大学      | 近畿大学      | 大阪経済大学  | 摂南大学      | 立命館大学    |
| 25 | 平成10年        | 京都産業大学     | 81 - 77  | 大阪経済大学  | 天理大学      | 同志社大学    | 近畿大学      | 流通科学大学  | 立命館大学    | 摂南大学      |
| 26 | 平成11年        | 天理大学         | 53 - 50  | 摂南大学      | 同志社大学    | 大阪経済大学  | 京都産業大学  | 近畿大学      | 流通科学大学  | 立命館大学    |
| 27 | 平成12年        | 同志社大学       | 69 - 50  | 大阪経済大学  | 関西学院大学  | 立命館大学    | 京都産業大学  | 流通科学大学  | 大阪学院大学  | 近畿大学      |
| 28 | 平成13年        | 関西学院大学     | 71 - 51  | 近畿大学      | 京都産業大学  | 大阪経済大学  | 大阪商業大学  | 甲南大学      | 大阪学院大学  | 立命館大学    |
| 29 | 平成14年        | 京都産業大学     | 66 - 57  | 関西学院大学  | 大阪商業大学  | 大阪産業大学  | 甲南大学      | 同志社大学    | 関西大学      | 立命館大学    |
| 30 | 平成15年        | 大阪商業大学     | 73 - 71  | 近畿大学      | 大阪産業大学  | 天理大学      | 同志社大学    | 甲南大学      | 大阪体育大学  | 関西大学      |
| 31 | 平成16年        | 京都産業大学     | 74 - 69  | 天理大学      | 大阪商業大学  | 近畿大学      | 関西大学      | 甲南大学      | 同志社大学    | 立命館大学    |
| 32 | 平成17年        | 大阪産業大学     | 80 - 61  | 天理大学      | 近畿大学      | 大阪体育大学  | 京都産業大学  | 大阪商業大学  | 関西学院大学  | 同志社大学    |
| 33 | 平成18年        | 京都産業大学     | 87 - 66  | 関西学院大学  | 大阪商業大学  | 大阪産業大学  | 近畿大学      | 大阪体育大学  | 立命館大学    | 大阪経済大学  |
| 34 | 平成19年        | 近畿大学         | 80 - 71  | 立命館大学    | 同志社大学    | 大阪体育大学  | 天理大学      | 関西大学      | 大阪経済大学  | 大阪学院大学  |
| 35 | 平成20年        | 京都産業大学     | 86 - 63  | 大阪学院大学  | 立命館大学    | 関西学院大学  | 大阪産業大学  | 天理大学      | 同志社大学    | 大阪経済大学  |
| 36 | 平成21年        | 天理大学         | 85 - 71  | 近畿大学      | 同志社大学    | 大阪経済大学  | 立命館大学    | 大阪学院大学  | 大阪産業大学  | 甲南大学      |
| 37 | 平成22年        | 天理大学         | 101 - 58 | 近畿大学      | 大阪経済大学  | 同志社大学    | 関西学院大学  | 大阪学院大学  | 甲南大学      | 関西大学      |
| 38 | 平成23年        | 大阪学院大学     | 81 - 61  | 京都産業大学  | 同志社大学    | 大阪体育大学  | 天理大学      | 関西学院大学  | 大阪経済大学  | 近畿大学      |
| 39 | 平成24年        | 大阪学院大学     | 78 - 73  | 関西学院大学  | 天理大学      | 京都産業大学  | 近畿大学      | 同志社大学    | 大阪経済大学  | 大阪産業大学  |
| 40 | 平成25年        | 近畿大学         | 84 - 62  | 関西学院大学  | 大阪学院大学  | 天理大学      | 関西大学      | 大阪経済大学  | 同志社大学    | 甲南大学      |
| 41 | 平成26年        | 近畿大学         | 90 - 69  | 大阪学院大学  | 関西学院大学  | 流通科学大学  | 京都産業大学  | 同志社大学    | 関西大学      | 大阪経済大学  |
| 42 | 平成27年        | 近畿大学         | 74 - 71  | 関西学院大学  | 大阪学院大学  | 京都産業大学  | 同志社大学    | 大阪経済大学  | 天理大学      | 関西大学      |
| 43 | 平成28年        | 大阪学院大学     | 73 - 65  | 近畿大学      | 大阪体育大学  | 関西学院大学  | 天理大学      | 流通科学大学  | 関西大学      | 大阪経済大学  |
| 44 | 平成29年        | 大阪学院大学     | 85 - 79  | 大阪体育大学  | 近畿大学      | 天理大学      | 関西大学      | 関西学院大学  | 流通科学大学  | 同志社大学    |
| 45 | 平成30年        | 近畿大学         | 82 - 68  | 京都産業大学  | 大阪体育大学  | 関西大学      | 関西学院大学  | 天理大学      | 大阪学院大学  | 流通科学大学  |
| 46 | 平成31/令和元年 | 京都産業大学     | 76 - 70  | 近畿大学      | 大阪体育大学  | 関西学院大学  | 天理大学      | 関西大学      | 大阪学院大学  | 流通科学大学  |
| 47 | 令和2年         | 大会中止         | 大会中止 | 大会中止      | 大会中止      | 大会中止      | 大会中止      | 大会中止      | 大会中止      | 大会中止      |
| 48 | 令和3年         | 近畿大学         | 60 - 42  | 天理大学      | 京都産業大学  | 大阪学院大学  | 立命館大学    | 関西大学      | 関西学院大学  | 龍谷大学      |
| 49 | 令4             | 近畿大学         | 75 - 70  | 京都産業大学  |               |               |               |               |               |               |
| 50 | 令5             | 神戸医療未来大学 | 85 - 82  | 大阪学院大学  |               |               |               |               |               |               |
| 51 | 令和6年         | 京都産業大学     | 78 - 70  | 天理大学      |               |               |               |               |               |               |
| 52 | 令和7年         | 京都産業大学     | 83 - 69  | 天理大学      |               |               |               |               |               |               |